# L'ancora
L'ancora (in originale L'Entrave) è il titolo di un romanzo di Colette apparso a puntate sulla rivista La Vie Parisienne nel 1913. 

## Trama
Sono passati alcuni anni dalle vicende di Renata Néré raccontate nel romanzo La vagabonda.
Renata ha ora trentasei anni, 'né ricca né povera, né giovane né vecchia, né allegra né triste'.
Si trova da diverso tempo in villeggiatura a Nizza, abbandonatasi ad una sorta di fuga dalla realtà che si sta prolungando oltre misura. 
La sua apatia, legata sia alla fine dell'amore con Massimo Dufferein-Chautel descritto ne La vagabonda, sia alla nostalgia di una felice carriera teatrale ormai conclusa, subisce tuttavia un primo risveglio quando Renata incrocia improvvisamente Massimo sul lungomare di Nizza, a passeggio con moglie e figlio.
A partire da questo momento Renata avrà una presa di coscienza sempre maggiore della situazione di apatia in cui si è rifugiata, e della vera natura delle persone che la circondano, che non stima: la superficiale e sciocca May ed il suo amante Giovanni, che si piega alle dinamiche litigiose e possessive della ragazza, e Masseau, dipendente dall'oppio.
Ma proprio Giovanni, inizialmente accomunato al resto della compagnia, e come gli altri disprezzato, la risveglierà dall'apatia e dalla freddezza dei sensi, trascinandola in una relazione che Renata crederà e vorrà solo fisica, e che tuttavia, gradualmente, gelosia e possesso le sveleranno essersi trasformata in amore.